# Steinobst

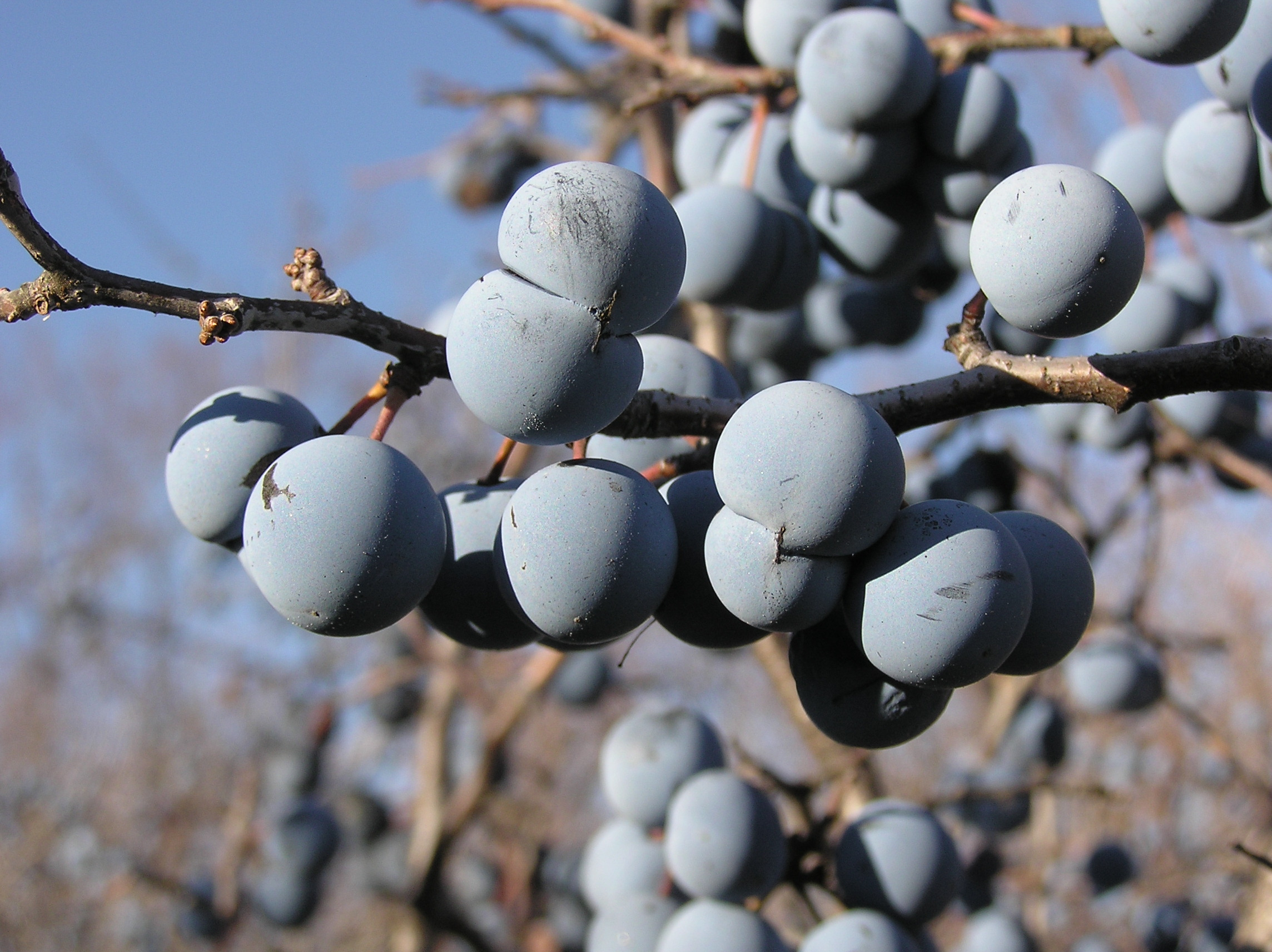
Alle Arten der Gattung Prunus zählen zum Steinobst

Beim Steinobst sind die Früchte den Blütenknospen räumlich untergeordnet.

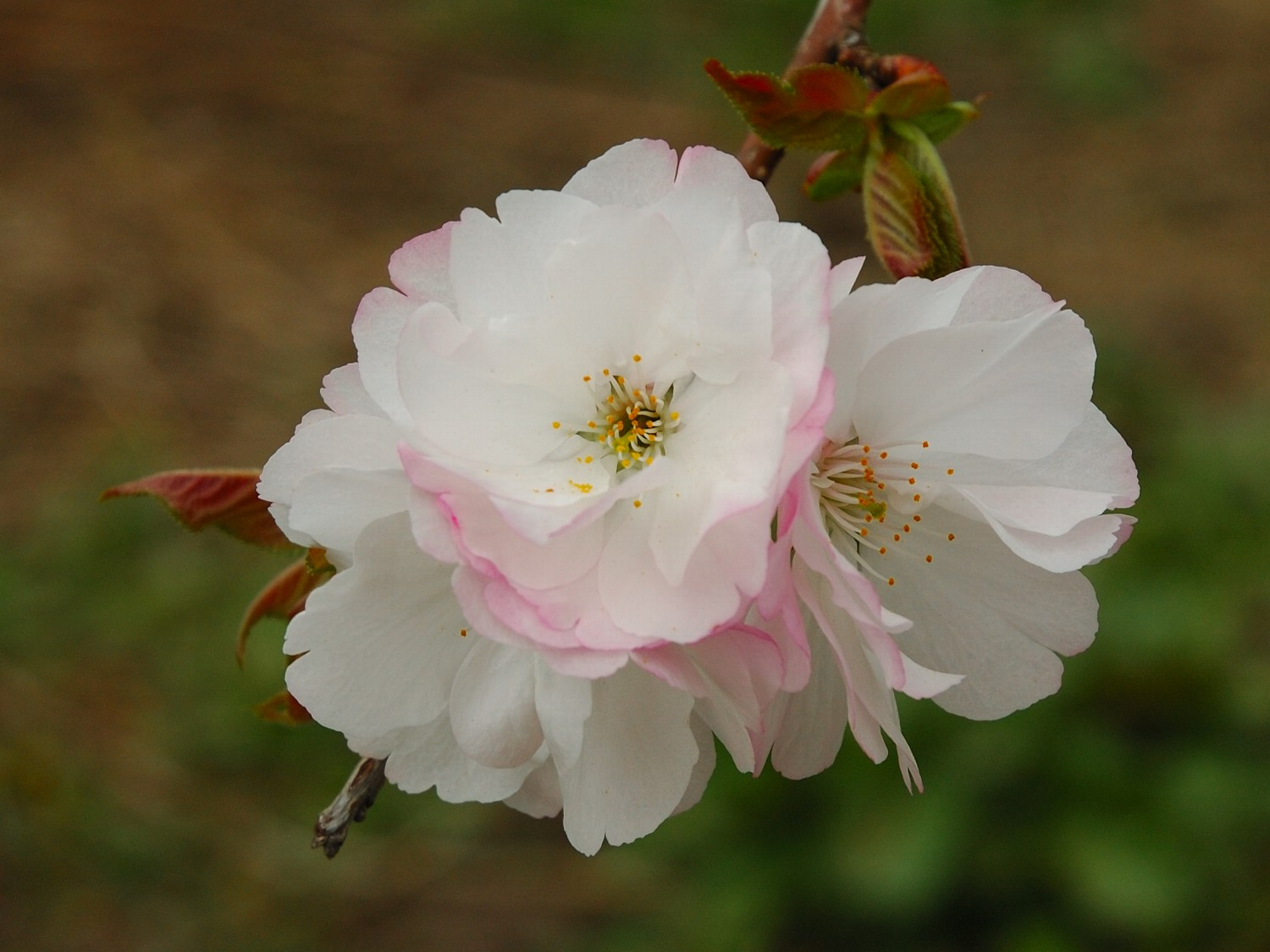
Die Japanische Blütenkirsche wird in erster Linie als Zierpflanze kultiviert.

Die Bezeichnung Steinobst dient als Sammelbegriff für saftige, einsamige Früchte, die um einen zentralen Kern ausgebildet sind (auch als Steinfrucht bezeichnet) oder deren Same durch ein hartes Endosperm geschützt wird. Diese Benennung nimmt keine Rücksicht auf systematische, botanische Gruppierungen, daher werden nicht nur Steinobstgewächse aus der Gattung Prunus dazu gezählt.
Die Früchte einiger Arten wie Schlehe und Holunder (Gattung Sambucus) werden aufgrund ihrer Größe und Form traditionell eher dem Beerenobst zugerechnet, zählen jedoch botanisch ebenfalls zum Steinobst.

## Eigenschaften
Steinfrüchte zählen hauptsächlich zu den Obstarten (mehr oder weniger süße Früchte), deswegen die übliche Bezeichnung Steinobst, obwohl auch Früchte, die nicht typischerweise zum Obst zählen (z. B. Kokosnuss), zu den Gewächsen mit Steinfrüchten gehören.
Für die Ausbildung von Steinfrüchten, deren Außenbereich fleischig und meistens saftig ist, verholzt der innere Teil der Fruchtwand. Der „Stein“ unterscheidet diese Früchte von Beeren, die fleischige äußere Fruchtwand, das Fruchtfleisch, von Nüssen.
Für eine Vollernte müssen immerhin 25 % der Blüten bestäubt zu Früchten heranreifen, während bei Kernobst der entsprechende Anteil nur 5 % beträgt.
Früchte, die zum Steinobst gezählt werden, enthalten wichtige Vitamine und Mineralstoffe, einen hohen Wassergehalt und viele Ballaststoffe sowie viel Fruchtzucker bei vergleichsweise wenig Nahrungsenergie.

## Beispiele

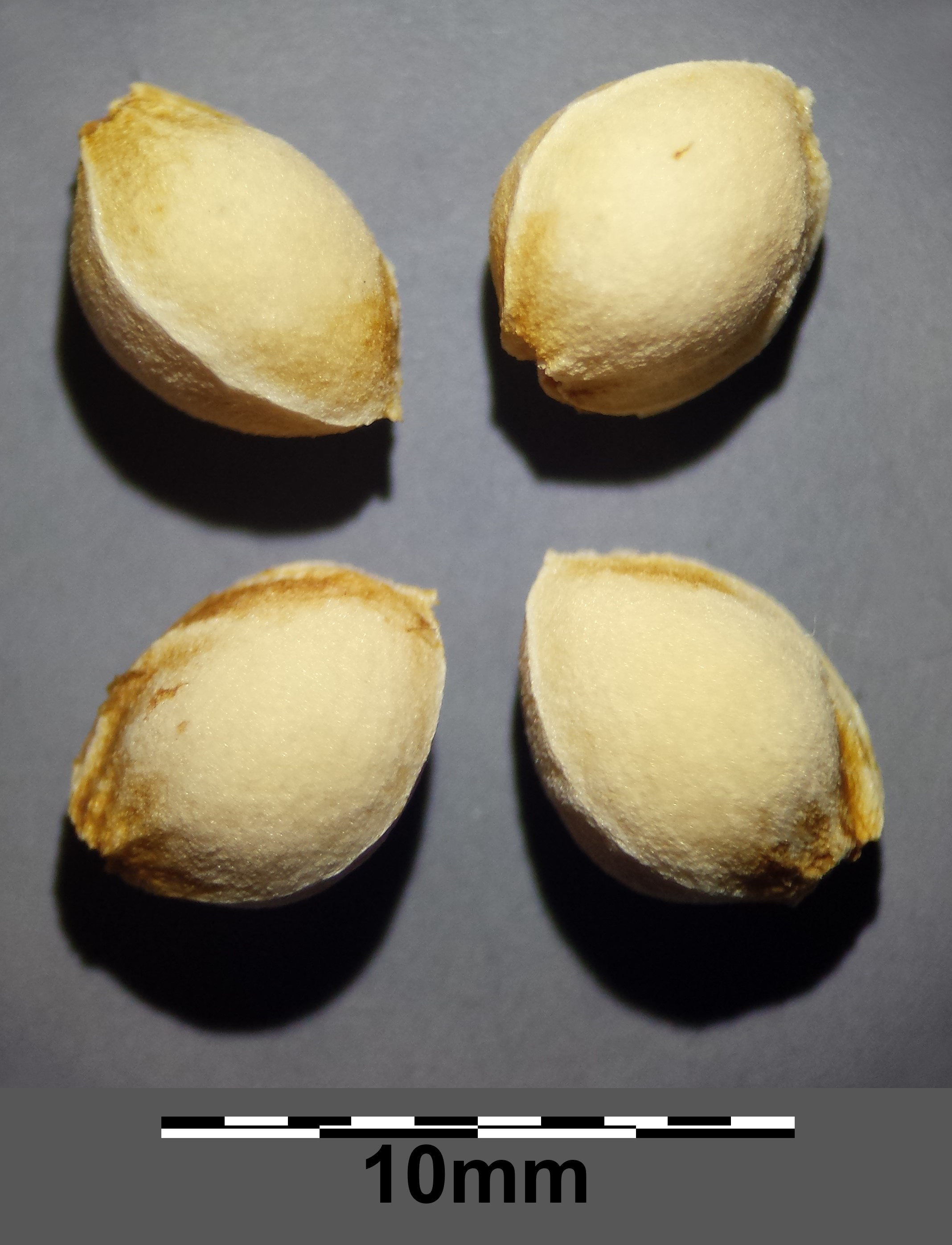
Typisches Merkmal: der „Stein“, hier von der Zwerg-Kirsche Prunus fruticosa

### Beispiele für Kulturpflanzen
Zu den vom Menschen im Obstbau genutzten Pflanzen, die Steinfrüchte ausbilden, zählen unter anderem:
Sämtliche Arten der Prunoideae
- Aprikose
- Mandschurische Aprikose
- Japanische Aprikose
- Sibirische Aprikose
- Mirabelle
- Kirschpflaumen (inkl. Blutpflaume)
- Pflaume
- Edel-Pflaume
- Kriechen-Pflaume
- Zwetschge
- Chinesische Pflaume
- Alutscha
- Spilling
- Vogel-Kirsche, bes. die Zuchtformen, „Süßkirschen“
- Sauerkirsche
- Schattenmorelle
- Spätblühende Traubenkirsche
- Virginische Traubenkirsche
- Mandelbaum
- Pfirsich und Nektarine
- Plattpfirsich
- Roter Weinbergpfirsich

Einige der Kulturpflanzen, die zum Steinobst zählen, werden in erster Linie als Zierpflanzen genutzt, z. B. die Japanische Blütenkirsche Prunus serrulata, die Zwerg-Mandel Prunus tenella oder der Kirschlorbeer Prunus laurocerasus.
Weitere Steinobstsorten, die anderen Pflanzengattungen angehören, sind:
- Acerola Malpighia glabra
- Drachenapfel Dracontomelon dao, Sumachgewächs
- Datteln Phoenix dactylifera
- Kaffeebohnen Coffea, Rötegewächs
- Mango Mangifera indica
- Marulas Sclerocarya birrea, Sumachgewächs
- Oliven Olea europaea
- Schwarze Brustbeere  Cordia myxa, Raublattgewächse

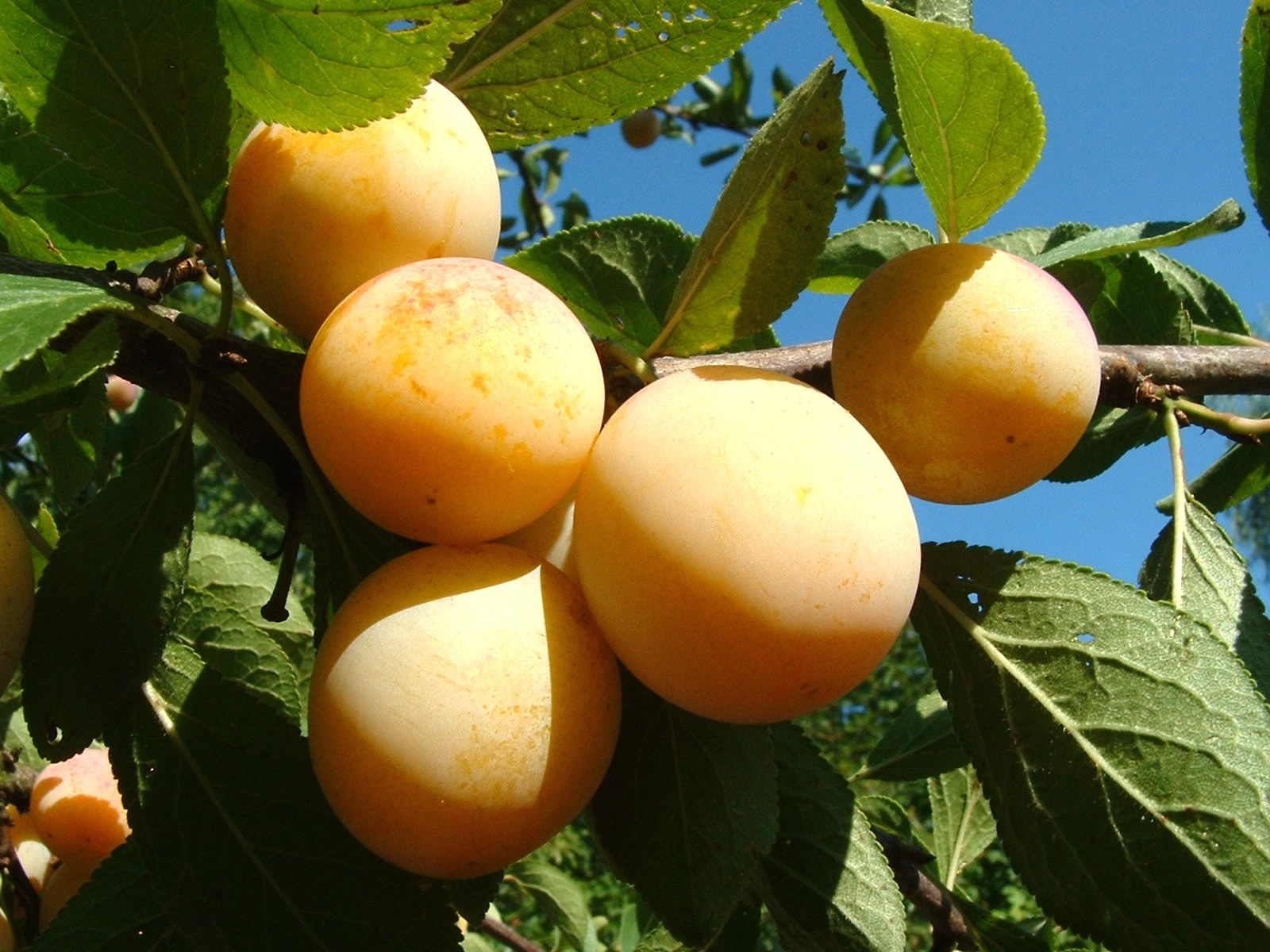
Mirabelle
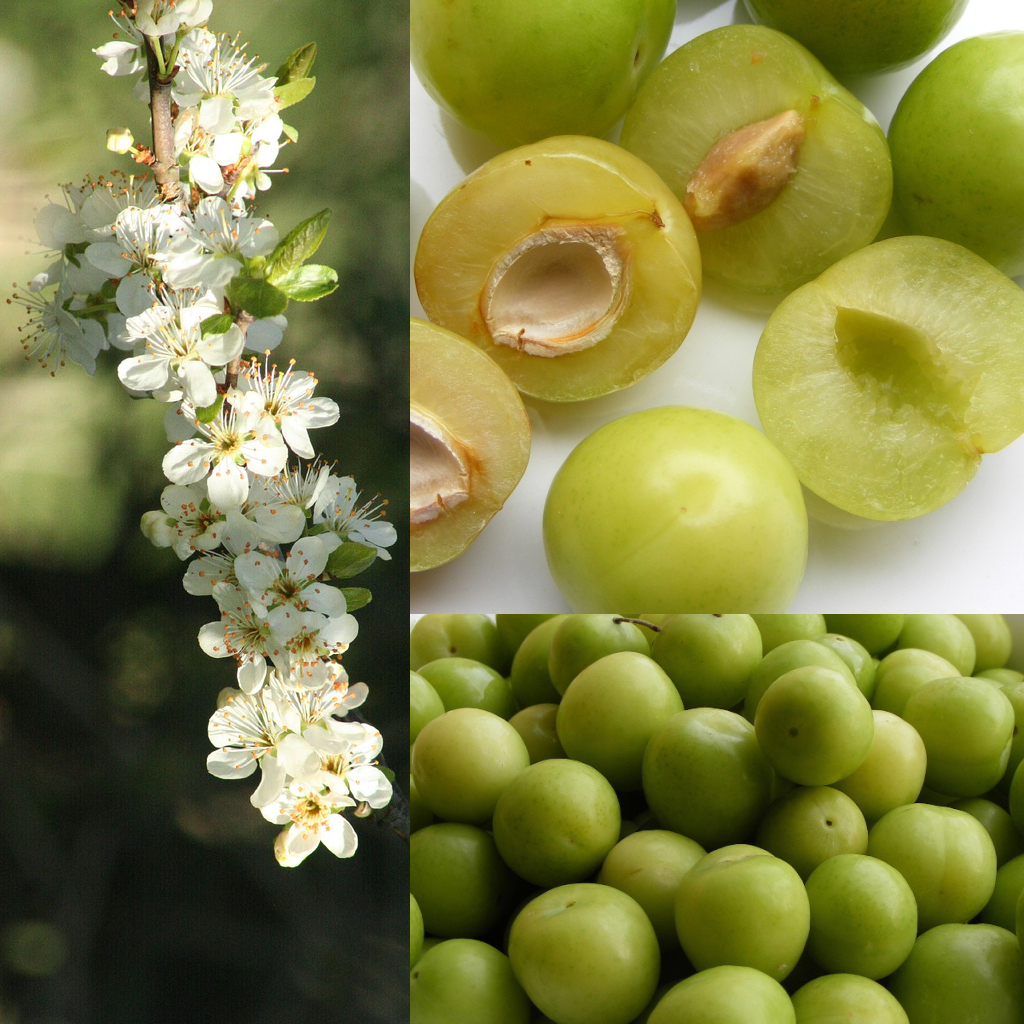
Edel-Pflaume
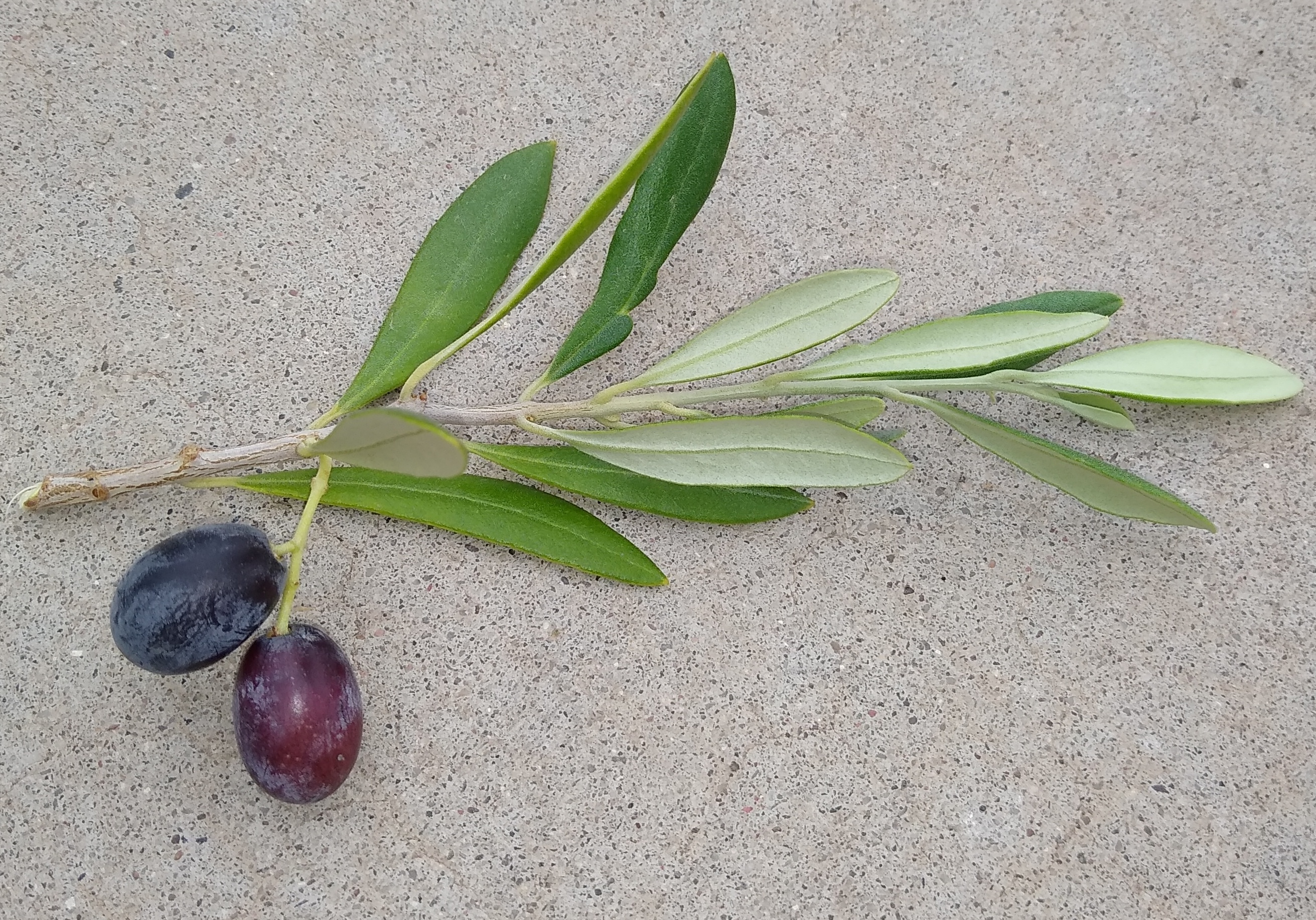
Oliven
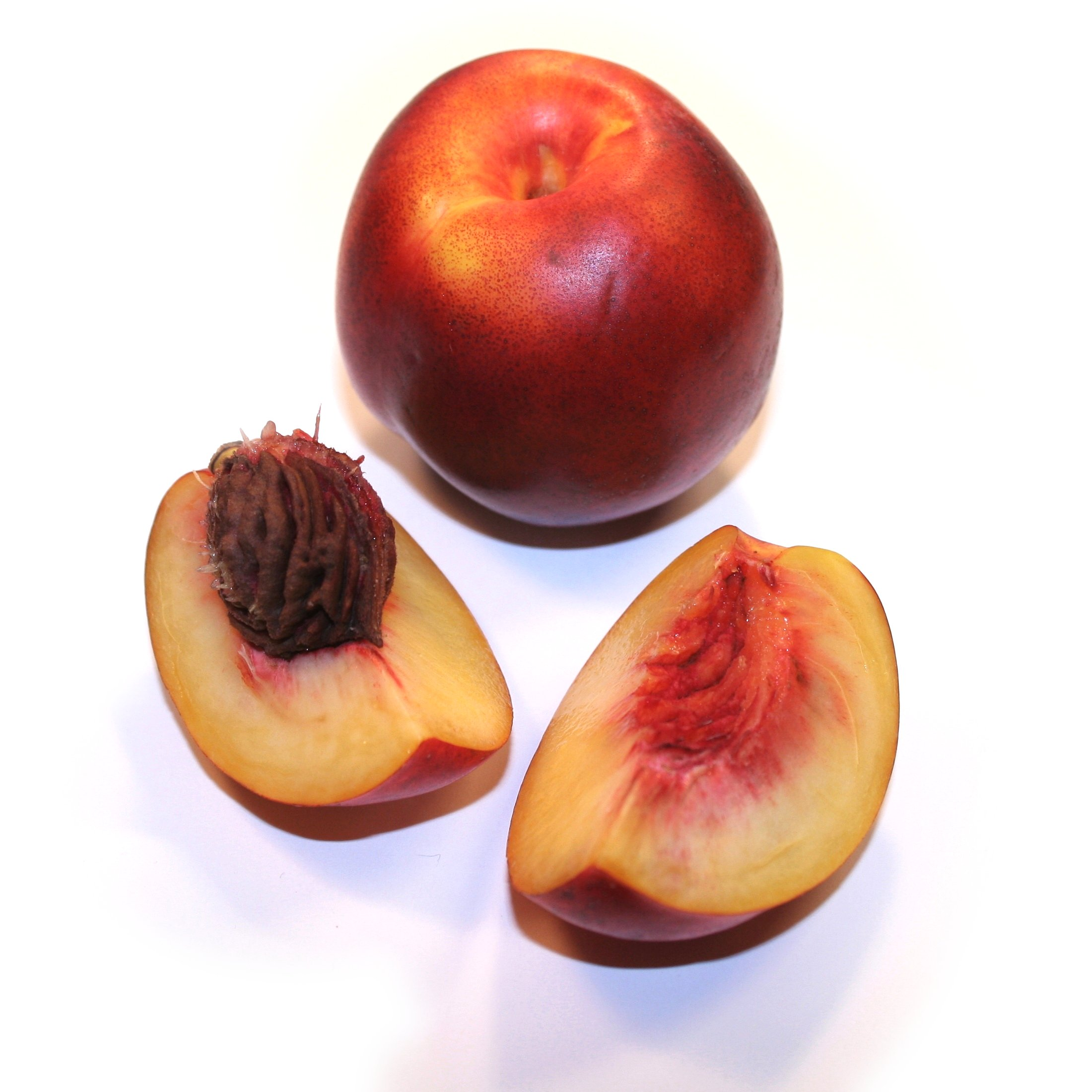
Nektarine
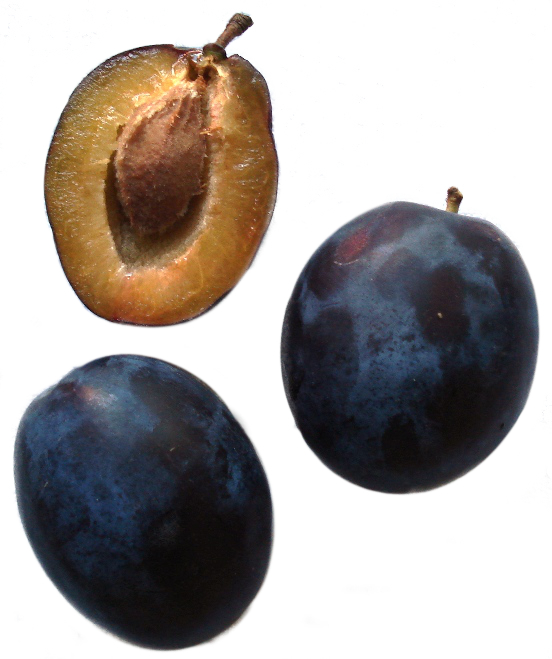
Pflaume
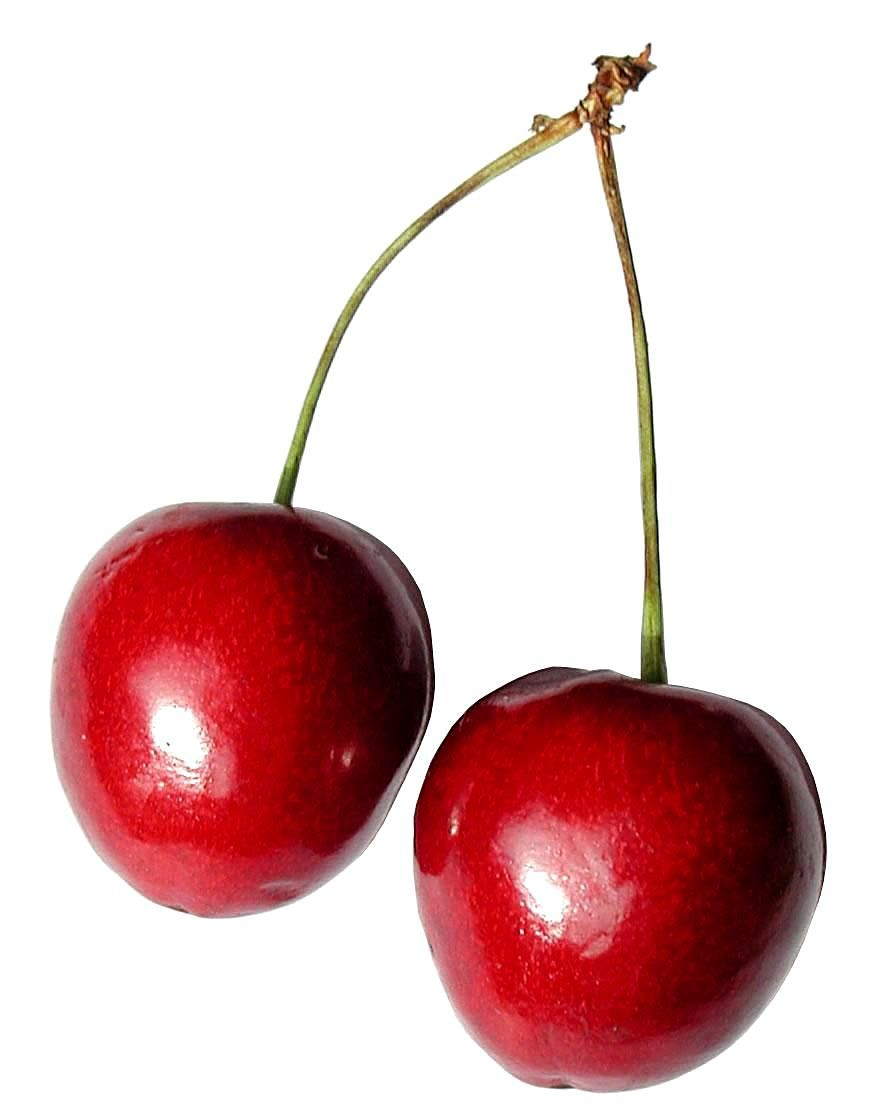
Kirsche
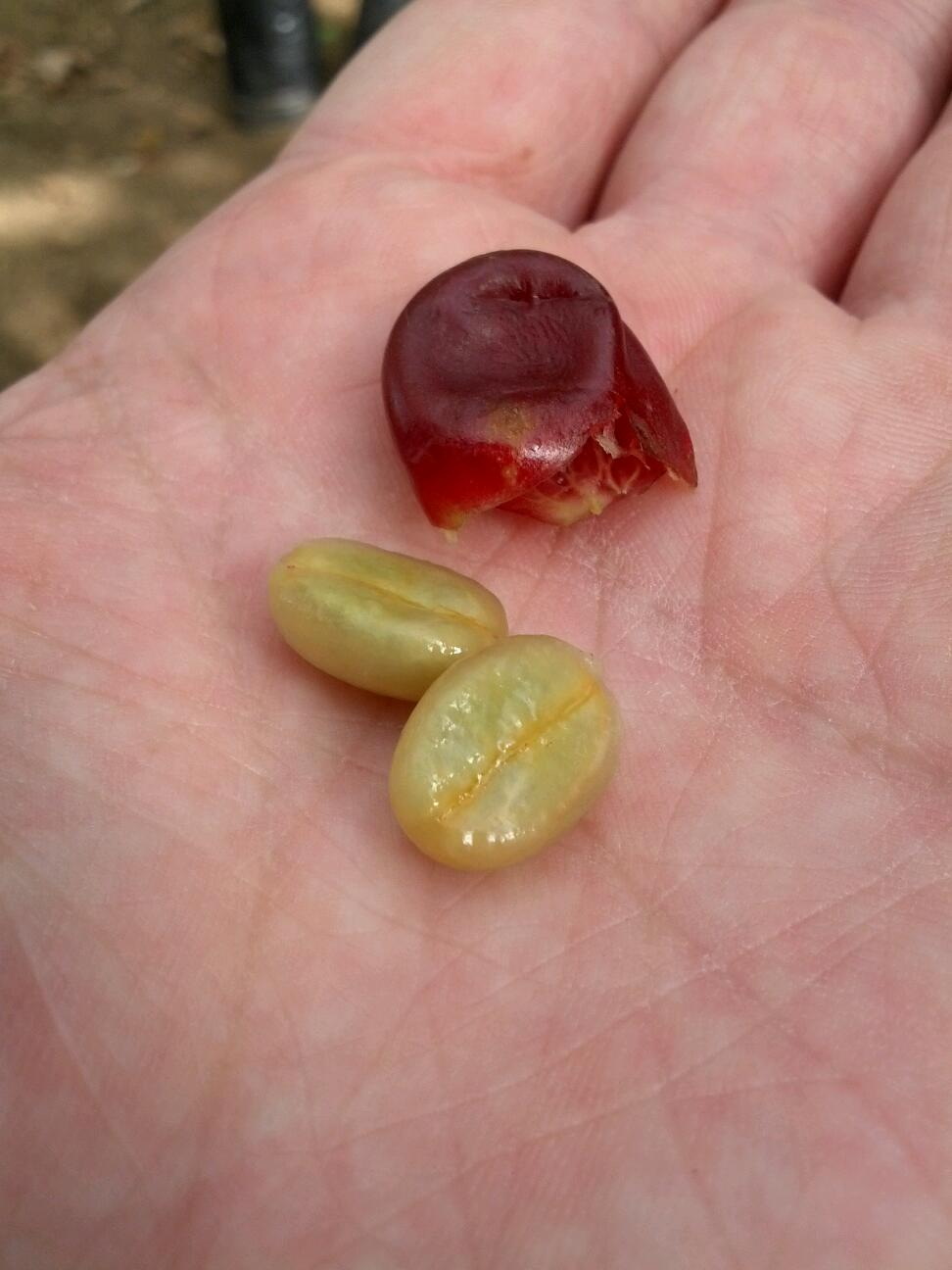
Frisch geschälte Kaffeebohnen mit Fruchthülle
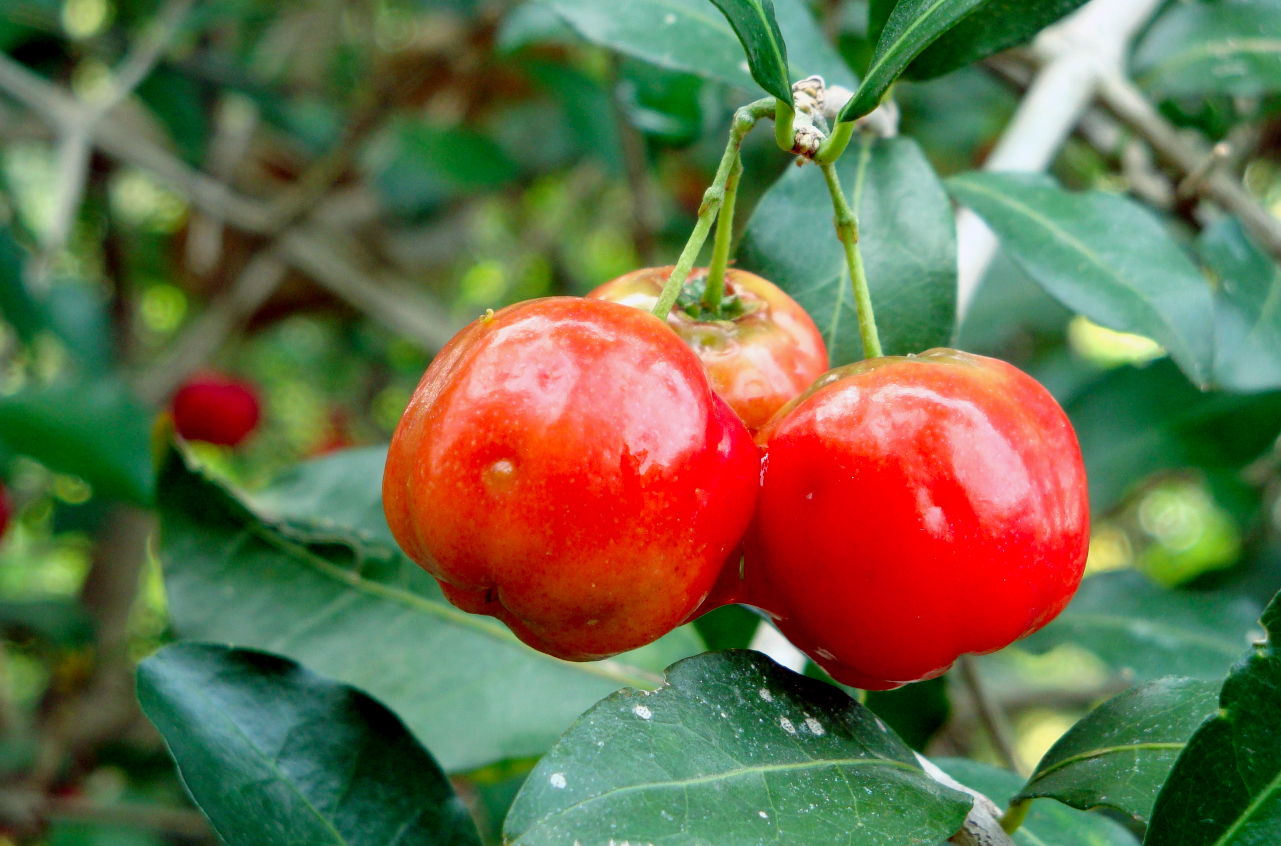
Acerola-Früchte
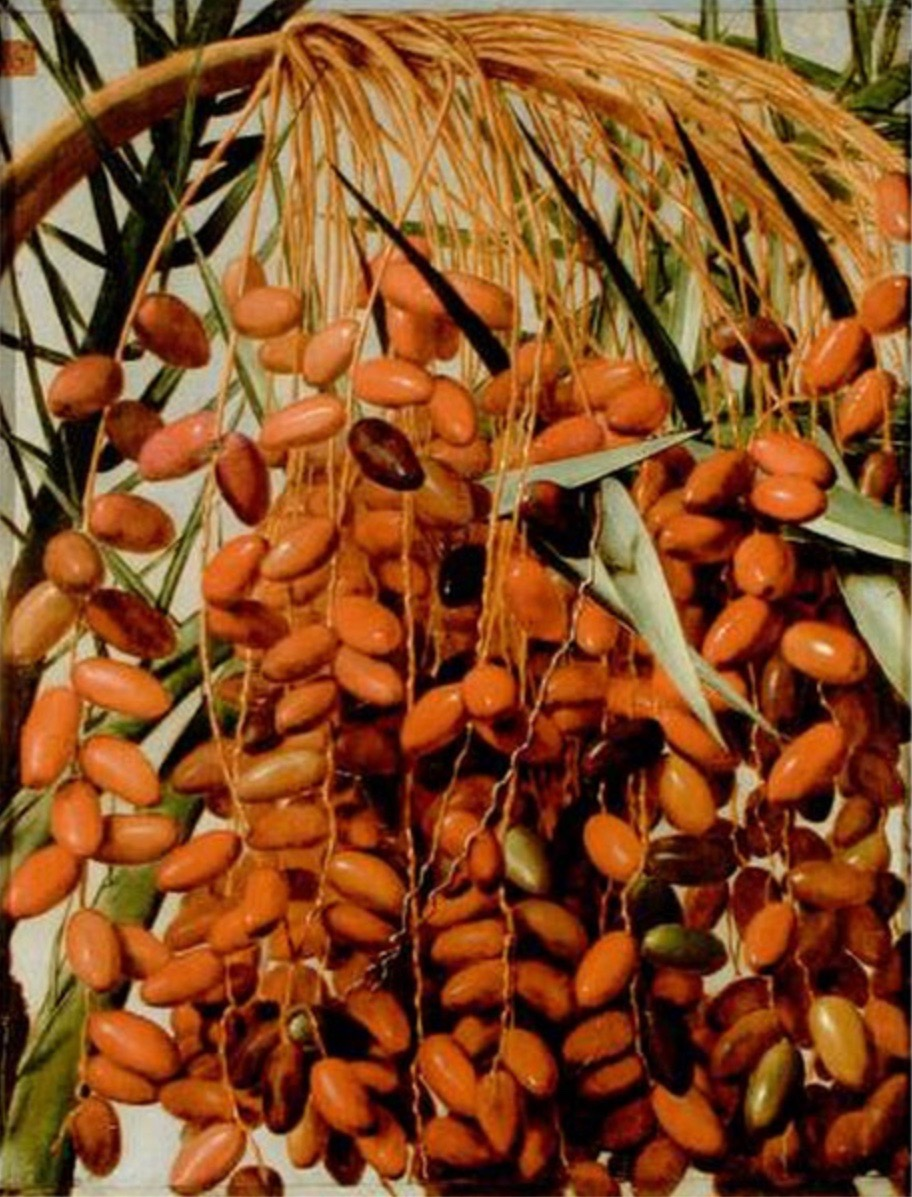
Fruchtstand einer Dattelpalme

### Beispiele für Wildfrüchte
- Schlehe Prunus spinosa
- Felsenkirsche Prunus mahaleb
- Zwerg-Kirsche Prunus fruticosa
- Niederliegende Kirsche Prunus prostrata
- Sand-Kirsche Prunus pumila
- Gewöhnliche Traubenkirsche Prunus padus
- Amerikanische Wildpflaume Prunus americana
- Prunus ilicifolia
- Holunder Sambucaceae, Geißblattgewächs[2]
  - Schwarzer Holunder Sambucus nigra
- Zwerg-Holunder Sambucus ebulus
- Kornelkirsche Cornus mas, aus der Gattung der Hartriegel

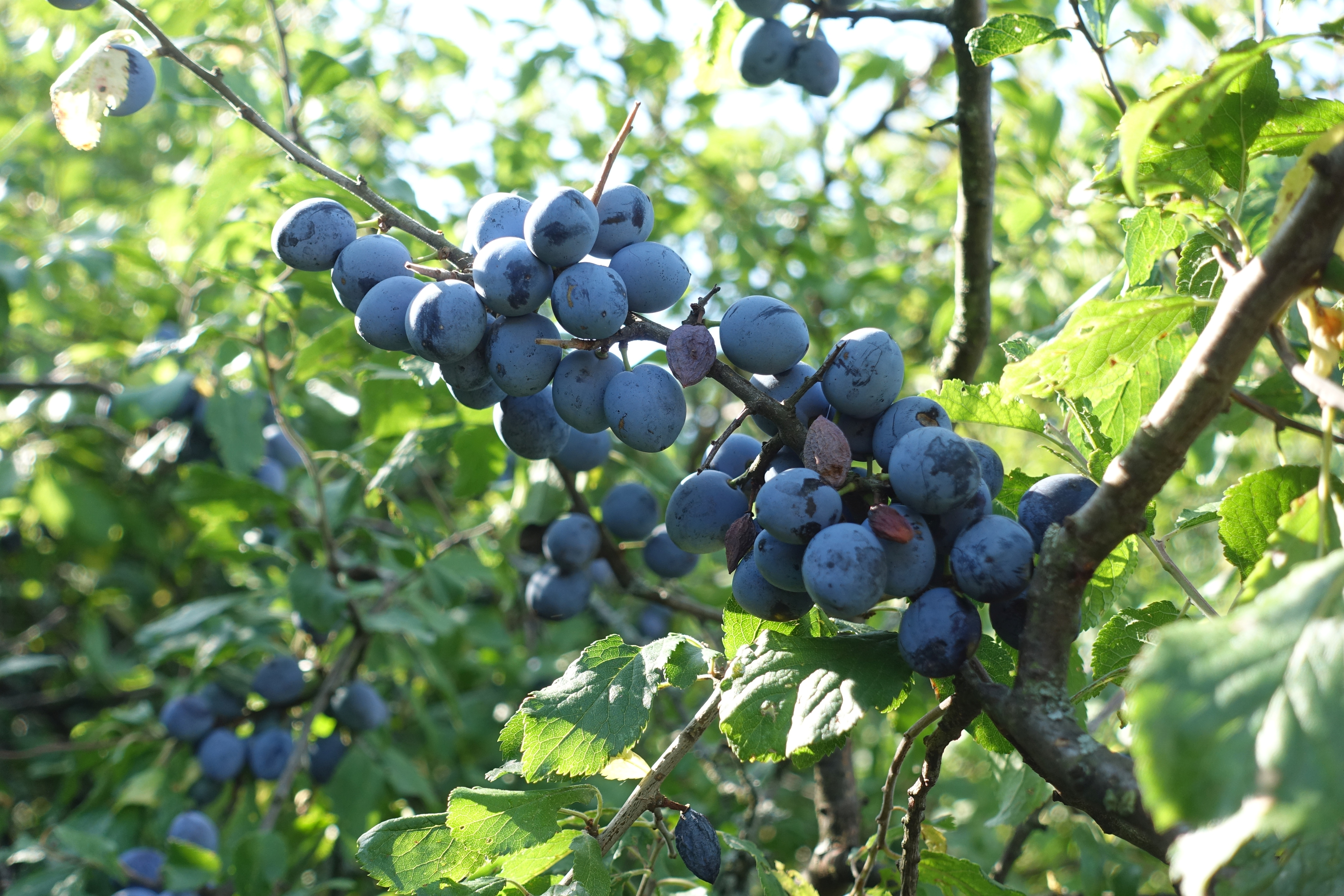
Schlehen werden erst durch Frosteinwirkung süß
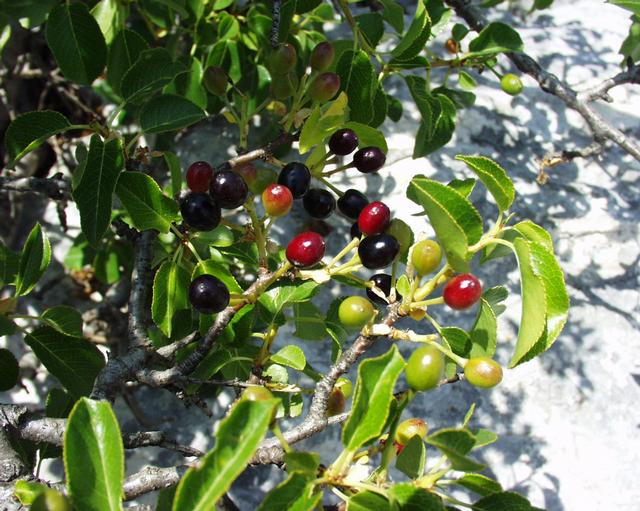
Kornelkirschen reifen in der Regel zeitversetzt
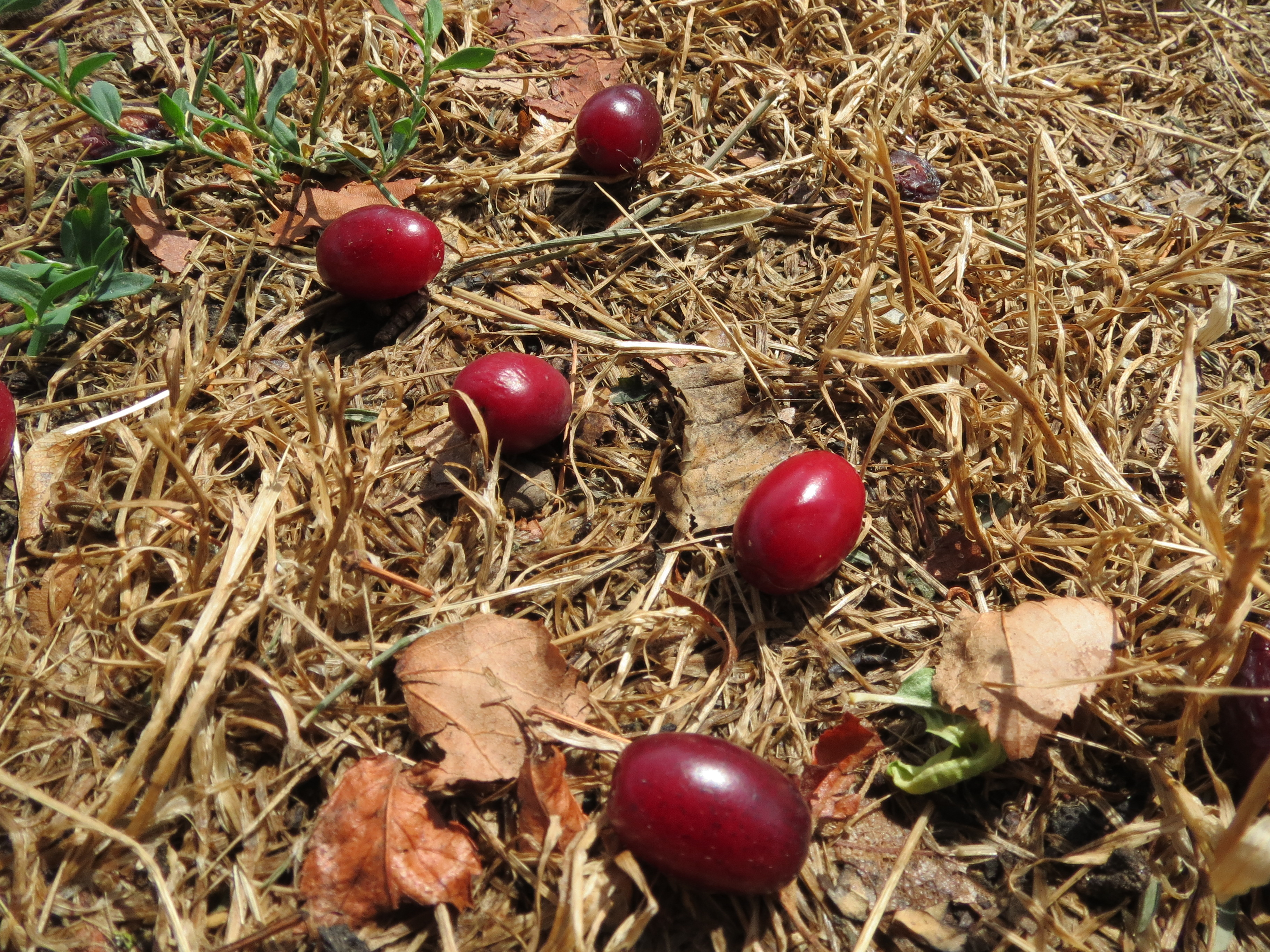
Reife Kornelkirschen
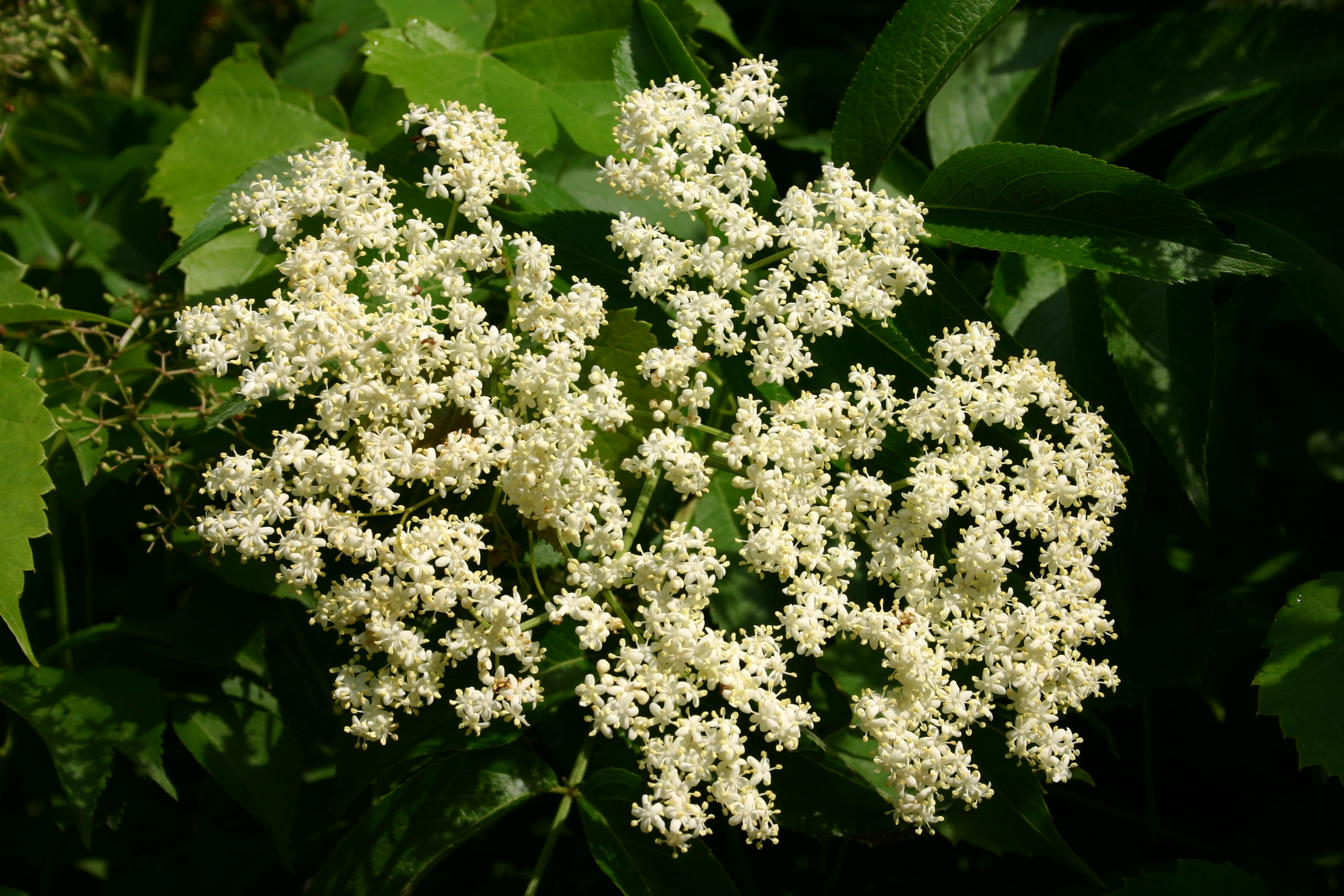
Holunderblüte
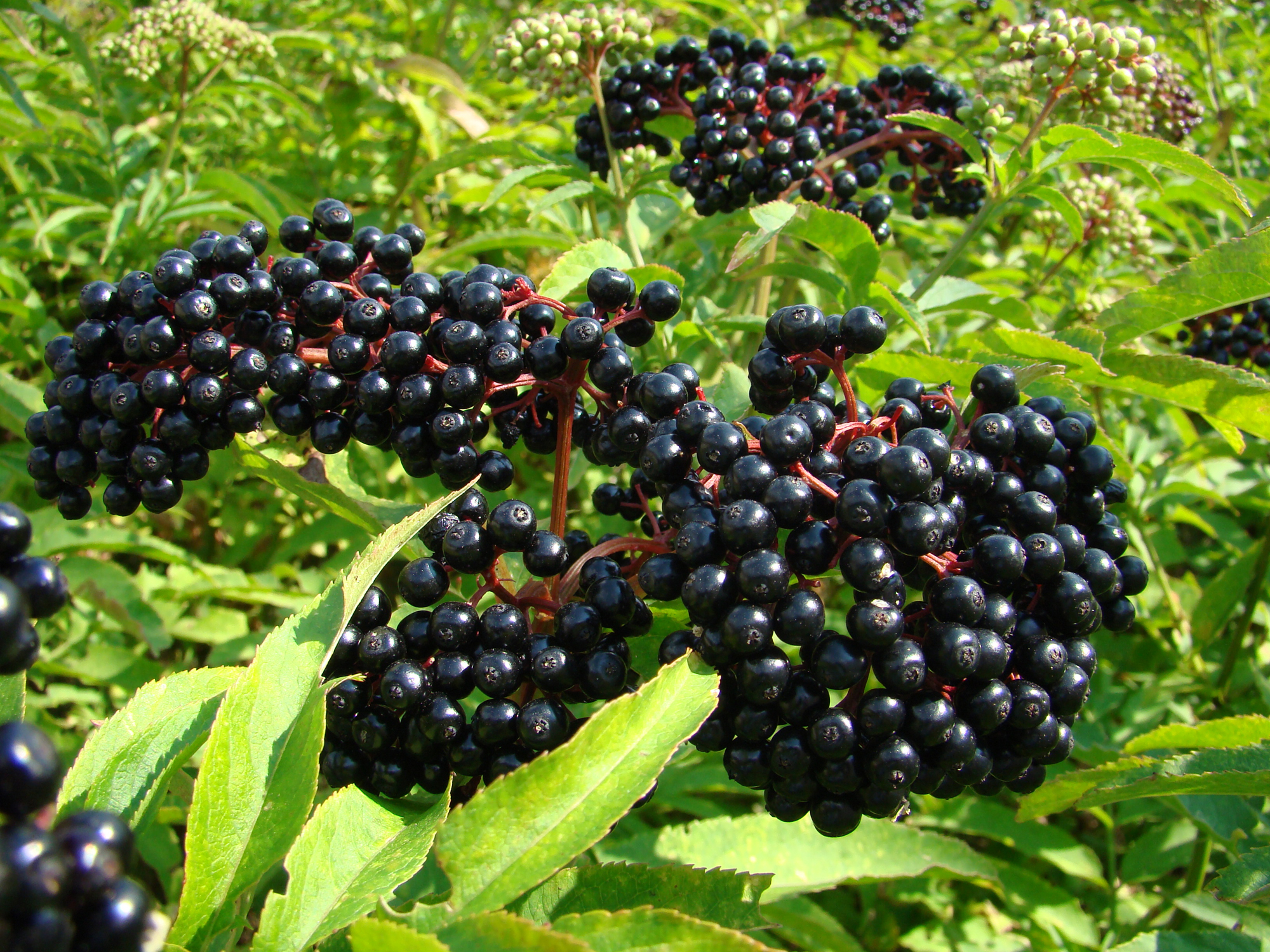
Fruchtstand des Holunders
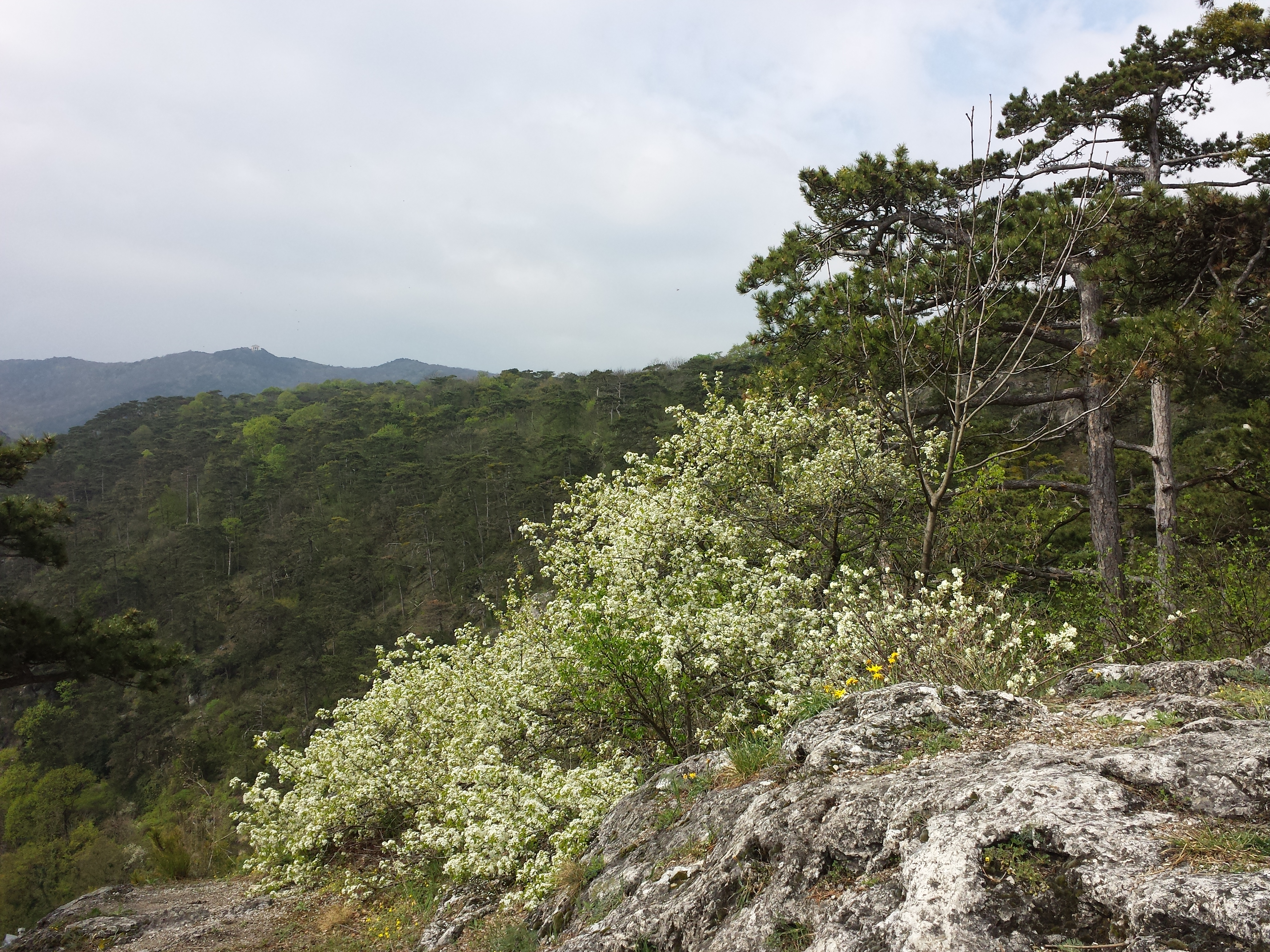
Blühende Kornelkirsche Prunus mahaleb